# Saliyya Guisse
Saliyya Guisse (8 juli 1996) is een Belgische atlete, die gespecialiseerd is in het hink-stap-springen. Zij veroverde vier Belgische titels.

## Biografie
Guisse werd in 2018 voor het eerst Belgisch indoorkampioene hink-stap-springen. Het jaar nadien kon ze deze titel verlengen. In 2022 werd ze ook outdoor Belgisch kampioene.
Guisse is in België aangesloten bij Royal Excelsior Sports Club en in Frankrijk bij Amiens UC Athlétisme.

## Belgische kampioenschappen
Outdoor
| Onderdeel          | Jaar |
| ------------------ | ---- |
| hink-stap-springen | 2022 |

Indoor
| Onderdeel          | Jaar             |
| ------------------ | ---------------- |
| hink-stap-springen | 2018, 2019, 2024 |

## Persoonlijke records
Outdoor
| Onderdeel          | Prestatie | Wind     | Datum            | Plaats |
| ------------------ | --------- | -------- | ---------------- | ------ |
| hink-stap-springen | 13,62 m   | +0,9 m/s | 17 augustus 2024 | Herve  |

Indoor
| Onderdeel          | Prestatie | Datum            | Plaats |
| ------------------ | --------- | ---------------- | ------ |
| hink-stap-springen | 13,17m    | 17 februari 2019 | Gent   |

## Palmares
hink-stap-springen
- 2015:  BK AC indoor – 11,66 m
- 2015:  BK AC – 11,87 m
- 2017:  BK AC indoor – 12,10 m
- 2017:  BK AC – 12,46 m
- 2018:  BK AC indoor – 12,58 m
- 2018:  BK AC – 12,58 m
- 2019:  BK AC indoor – 13,17 m
- 2020:  BK AC – 12,75 m
- 2022:  BK indoor AC – 12,79 m
- 2022:  BK AC – 12,95 m
- 2023:  BK AC – 12,59 m (w)
- 2024:  BK AC indoor – 12,30 m